# Рамайтуш (язык)
Рамайтуш (Ramaytush, San Francisco) - мёртвый один из 8 языков олони, на котором раньше говорил народ рамайтуш, ранее проживающий на полуострове Сан-Франциско между заливом Сан-Франциско и Тихим Океаном, на территории, где сейчас располагаются округа Сан-Франциско и Сан-Матео штата Калифорния в США.